# Boruto
Boruto é uma série de mangá escrita por Ukyō Kodachi e Masashi Kishimoto, e ilustrada por Mikio Ikemoto. O mangá começou a ser serializado mensalmente com Kodachi como escritor e Kishimoto como supervisor editorial na revista Weekly Shōnen Jump da Shueisha, do dia 9 de Maio de 2016 até 10 de Junho de 2019. No dia 20 de Julho do mesmo ano, foi transferido para a outra revista mensal da Shueisha, V Jump. Em novembro de 2020 Kodachi deixou o cargo de escritor, com Kishimoto assumindo em seu lugar. Boruto é uma sequência de Naruto de Kishimoto, que segue as aventuras do filho de Naruto Uzumaki, Boruto Uzumaki, e sua equipe ninja.
Boruto se originou da proposta da Shueisha para Kishimoto em fazer uma sequência para Naruto. No entanto, Kishimoto rejeitou esta oferta e propôs para que seu ex-assistente Mikio Ikemoto desenhasse; o escritor do filme Boruto: Naruto the Movie, Ukyō Kodachi, criou o enredo. Kodachi e Ikemoto ficaram no comando do mangá. Uma adaptação em série de anime dirigida por Noriyuki Abe começou a ser exibida na TV Tokyo em 5 de abril de 2017. Ao contrário do mangá, que começou como uma releitura do filme de Boruto, o anime começa como uma prequela definida antes de Boruto e seus amigos se tornarem ninjas em um arco de história posterior. Uma série de light-novels também foi escrita.
A prequela do anime da Pierrot também ganhou elogios pelo uso de personagens novos e antigos, mas a narrativa do mangá foi considerada mais séria, pois se concentrava mais no protagonista. A editora Shueisha distribuiu um milhão de cópias da série de mangá em janeiro de 2017.

## Enredo
Mais de 12 anos após a Quarta Grande Guerra Ninja, o mundo finalmente se encontra em paz, Naruto Uzumaki realizou seu sonho de se tornar Hokage, alguns anos após seu casamento com Hinata Hyuga, com quem teve dois filhosː Boruto e Himawari. Seu filho mais velho se tornou parte da equipe comanda por Konohamaru Sarutobi, junto com a filha de Sasuke Uchiha com Sakura, Sarada, além de Mitsuki, criação de Orochimaru. Boruto se sente distante de seu pai devido aos seus deveres como Hokage, quando Sasuke vem à vila para alertar um perigo a Naruto, ele é abordado por Boruto, que o convence a ser seu mestre, mas o Uchiha diz que só aceita se ele souber fazer o Rasengan, para obter atenção de seu pai, o jovem acaba trapaceando e adquirindo uma ferramenta ninja capaz de realizar qualquer jutsu de forma simples, mas durante o Exame Chunin, durante uma batalha contra Shinke, filho adotivo de Gaara, seu truque acaba sendo descoberto e ele é desclassificado do torneio, tendo sua bandana retirada pelo seu próprio pai. Momoshiki e Kinshiki, do clã do Otsutsuki, invadem a arena para capturar a Kurama de Naruto e assim revitalizar a Árvore Divina na dimensão de onde vieram.
Após ver seu pai arriscar a vida pela vila, Boruto pede a ajuda de Sasuke e dos Cinco Kages para trazê-lo de volta. Eles chegam na outra dimensão através de um portal, e encontram o Sétimo Hokage, dando início a uma grande batalha. Kinshiki tem seu poder absorvido por Momoshiki. Após Sasuke o ter distraído, Naruto passa uma grande quantidade de chakra para seu filho, possibilitando a criação de um Rasengan gigante, para dar um fim a Momoshiki. Embora morrendo, notando o potencial inexplorado do seu assassino, Momoshiki vive o suficiente para ter uma discussão privada com Boruto e avisa que ele logo enfrentará muita adversidade e sofrimento em sua vida. Boruto adquiriu poderes divinos por derrotar Momoshiki. Sem saber o que o futuro lhe reserva, ele aceita seu destino.

## Produção
Quando o mangá de Naruto terminou em 2014, a editora Shueisha pediu a Masashi Kishimoto para iniciar uma sequência. Kishimoto rejeitou a ideia e propôs para que fosse desenhado pelo artista Mikio Ikemoto, que trabalhava como assistente de Kishimoto desde os primeiros capítulos de Naruto. Um site de contagem regressiva intitulado "Next Generation" foi usado para promover o novo mangá. Em dezembro de 2015, a serialização de Boruto: Naruto Next Generations foi anunciada. Masashi Kishimoto disse que queria que Boruto superasse seu próprio trabalho. O escritor de Boruto, Ukyō Kodachi, escreveu uma light novel chamada Gaara Hiden (2015) e ajudou Kishimoto a escrever o roteiro do filme Boruto: Naruto the Movie. Além de escrever para a série, Kodachi supervisiona o roteiro do anime. Kishimoto também atuou como supervisor do anime nos episódios 8 e 9. Kodachi explicou que o universo da série, que é notável por lidar com mais com a ciência do que Naruto, foi influenciado por seu pai, um médico. A fim de combinar ainda mais o uso de ninjutsu e tecnologia no universo, Kodachi foi inspirado por RPGs de ficção científica.
Apesar de Kishimoto revisar o mangá, ele aconselhou Ikemoto a fazer seu próprio estilo de arte ao invés de imitar o dele. Ikemoto concordou e se sentiu otimista com seu próprio estilo de arte. Embora os fãs de longa data possam ficar desapontados por Kishimoto não estar desenhando Boruto, Ikemoto disse que faria o melhor para desenhar o mangá. Embora se sinta honrado em criar a arte de Boruto, Ikemoto declarou que é grato pela série ser lançada mensalmente, em vez de semanalmente, porque produzir a quantidade necessária de quase 20 páginas por capítulo seria estressante; no entanto, ele ainda acha a serialização mensal um desafio. Os capítulos regulares de Boruto tendem a exceder 40 páginas; a criação dos esboços leva uma semana, as páginas levam 20 dias para serem produzidas, enquanto o restante do tempo é usado para colorir imagens e retocar os capítulos. Ao desenhar os personagens, Ikemoto sentiu que as expressões faciais de Boruto mudaram conforme a história avançava; Inicialmente dando ao protagonista grandes olhos para as interações do personagem com Tento, a aparência de Boruto se tornou mais rebelde quando ele conversou com Kawaki.
Apesar de ter um tom mais leve que Naruto, a série começa sugerindo um futuro sombrio. Esta introdução foi proposta por Kishimoto para dar ao mangá um impacto maior e ter uma abordagem diferente da do filme de Boruto. Nessa parte, Ikemoto desenhou um Boruto mais velho, mas ele acredita que esse design pode mudar assim que a história do mangá chegar a esse ponto. No início de 2019, Ikemoto afirmou que a relação entre Boruto e Kawaki seria o maior foco na trama, pois iria progredir até a luta deles como foi sugerido que iria acontecer no começo da história. Ikemoto pretende finalizar o mangá em até 30 volumes. Kodachi traçou paralelos entre Boruto e a era pós-Guerra Fria, afirmando que enquanto os novos personagens estão vivendo em uma época de paz, algo complicado pode trazer o mundo de volta ao caos.
Embora Kishimoto inicialmente não estivesse escrevendo a série, ele criou vários personagens para serem usados em Boruto. Kishimoto não especificou se Naruto ou outro personagem importante morreria, mas disse que acharia uma situação como esta interessante e acrescentou que os autores têm liberdade para escrever a história como quiserem. Em novembro de 2020, foi anunciado que após 51 capítulos e 13 volumes Kodachi deixaria o cargo de escritor, com Kishimoto assumindo todas as funções de roteirista e Ikemoto continuando como ilustrador a partir do capítulo 52 que foi publicado numa edição da revista V Jump publicada em 21 de novembro 2020.

## Mídias

### Mangá
Boruto: Naruto Next Generations é escrito por Ukyō Kodachi (Vol.1–13) e Masashi Kishimoto (Vol.14–) e ilustrado por Mikio Ikemoto. O mangá foi lançado na 23.ª edição da revista de mangá Weekly Shōnen Jump da Shueisha em 9 de maio de 2016. Foi publicado na revista até 10 de junho de 2019 na 28.ª edição, e então foi transferido para a V-Jump na edição de setembro lançada em 20 de julho. O criador original da série Masashi Kishimoto estava supervisionando o mangá que é ilustrado por seu ex-assistente e escrito pelo co-roterista de Boruto: Naruto the Movie. A fim de manter toda a saga Naruto dentro de cem volumes, Ikemoto espera completar o mangá de Boruto em menos de 30 volumes. Um mangá spin-off intitulado Boruto: Saikyo Dash Generations (BORUTO-ボルト- SAIKYO DASH GENERATIONS) escrito por Kenji Taira e serializado na revista Saikyō Jump desde março de 2017. No Brasil, o mangá Boruto: Naruto Next Generations é publicado pela editora Panini Comics sob o selo Planet Manga desde agosto de 2018.
Em 20 de agosto de 2023, a sequência do mangá de Boruto, Boruto: Two Blue Vortex foi lançada pela Shuheisha. O mangá é escrito por Masashi Kishimoto e ilustrado por Mikio Ikemoto, é uma continuação direta de Boruto: Naruto Next Generations, contando a história após o timeskip de 2 anos dela. Neste novo mangá, Boruto é acusado de ter matado Naruto e Hinata e foge de Konoha juntamente com Sasuke, e agora eles devem provar que Kawaki, com a ajuda de Eida, criaram essa mentira enquanto enfrentam novos inimigos como Juura, líder dos Shinju, criaturas surgidas a partir da Árvore de Chakra que obtiveram consciência própria e estão atrás de personagens como Naruto, Sarada e Gaara.

### Anime
No evento dedicado a Naruto e Boruto na Jump Festa de 17 de dezembro de 2016, foi anunciado que o mangá de Boruto estaria recebendo um projeto de anime, que foi confirmado mais tarde que seria uma adaptação em uma série de anime que contará com uma história original. Adicionalmente, um OVA foi lançado antes do anime ser lançado como parte da coleção de videogames da CyberConnect2, Naruto Shippuden: Ultimate Ninja Storm Trilogy (2017), que retrata uma nova missão em que a equipe de Boruto deve parar um ladrão.
A série de anime, é supervisionada pelo criador da série original Ukyō Kodachi, co-dirigida por Noriyuki Abe e Hiroyuki Yamashita, e escrita por Makoto Uezu, com a animação produzida pelo estúdio Pierrot, e com os desenhos dos personagens de Tetsuya Nishio e Hirofumi Suzuki, e a trilha sonora co-composta por Yasuharu Takanashi e YAIBA. A série estreou na TV Tokyo em 5 de abril de 2017. A ideia de escolher o estúdio Pierrot e a TV Tokyo novamente veio de um editor da revista Weekly Shonen Jump que achou adequado, já que havia um horário disponível no canal para exibir para o público jovem. No Brasil e em Portugal, a série é transmitida simultaneamente de forma legendada pela Crunchyroll. Os episódios estão sendo coletados em coletâneas de DVD no Japão, começando com os primeiros quinze episódios sendo distribuídos no dia 1.º de novembro de 2017. O primeiro disco oficial da trilha sonora da série intitulada Boruto Naruto Next Generations Original Soundtrack 1 foi lançada em 28 de junho de 2017. O segundo disco oficial da trilha sonora foi lançada em 7 de novembro de 2018.
No dia 21 de abril de 2020, foi anunciado que o episódio 155 em diante seria adiado para 6 de julho de 2020 devido à pandemia de COVID-19 em curso. Em 17 de dezembro de 2021, foi anunciado o lançamento da versão dublada em português brasileiro, dos primeiros cinquenta e dois episódios referentes à primeira temporada. O lançamento aconteceu às 19 horas (UTC-3) do mesmo dia, tendo sido produzido pela Maximal Studio, sob direção de Felipe Zilse e Silas Borges.[carece de fontes?][carece de fontes?] Os dubladores Heitor Assali, Vitor Mello, Mariana Zink e Lucas Gama, afirmaram em suas respectivas contas no Twitter, que as gravações aconteceram à dois anos atrás.
No Brasil, o anime é exibido pelo canal Warner Channel desde 28 de setembro de 2022 no bloco Wanimé.
Em Angola e Moçambique, a série de anime estreou em 6 de setembro de 2022 no canal Txillo com dobragem portuguesa e ficou com o nome de "Boruto: Uma Nova Geração".
Em Portugal, estreou em 3 de outubro de 2022 no canal SIC Radical também com dobragem portuguesa.

### Light novels
Uma série de light novels escritas por Kō Shigenobu (romances 1-3 e 5) e Miwa Kiyomune (romance 4) com ilustrações de Mikio Ikemoto, baseadas no anime também foram produzidas. A primeira, intitulada Seiten o Kakeru Aratana Konoha-tachi! (青天を翔る新たな木の葉たち!) foi publicada em 2 de maio de 2017. A segunda foi lançada em 4 de julho de 2017, com o título Kage Kara no Yobigoe! (影からの呼び声!). A terceira light novel, Shinobi no Yoru O Terasu Mono! (忍の夜を照らす者!) foi lançada em 4 de setembro de 2017. A quarta light novel, Shūgakuryokō ketsu pū roku! (修学旅行血風録!), foi lançada em 2 de novembro de 2017. A quinta light novel, Ninja akademī saigo no hi! (忍者学校最後の日!), foi lançada em 4 de janeiro de 2018.

### Jogos eletrônicos
O jogo eletrônico Naruto Shippuden: Ultimate Ninja Storm 4 recebeu uma DLC em 3 de fevereiro de 2017 chamada Road to Boruto, no qual adapta a narrativa do filme Boruto: Naruto the Movie que conta as aventuras de Boruto, Sarada, Mitsuki, Naruto e Sasuke, a DLC também possui dublagem em português brasileiro. O jogo Naruto to Boruto: Shinobi Striker foi lançado em agosto de 2018, e contém personagens das séries Boruto e Naruto. Em agosto de 2018, outro jogo de Boruto foi anunciado para PC. Titulado Naruto x Boruto Borutical Generations, o jogo será gratuito para jogar, com opções de compra de itens no jogo. O jogo estará disponível através do Yahoo! Game Service. Boruto Uzumaki também aparece como um personagem jogável no jogo crossover de luta Jump Force.

## Recepção

### Mangá
O mangá foi geralmente bem recebido no Japão; os volumes apareceram como os mais vendidos várias vezes. Em sua semana de lançamento, o primeiro volume do mangá vendeu 183.413 cópias. A série possuía um milhão de cópias impressas em janeiro de 2017. Entre 2017 e 2018, tornou-se o 8.º mangá mais vendido da Shueisha.
Rebecca Silverman do Anime News Network (ANN) disse que Boruto fez ela se surpreender positivamente. Ela elogiou como os escritores lidaram com a angústia de Boruto sem que parecesse uma "choradeira adolescente" e a forma como Sasuke decidiu treiná-lo. Amy McNulty também do ANN considerou o mangá como atraente para os fãs da série original de Naruto, acrescentando que enquanto Mitsuki tem um pequeno papel na história, sua história paralela ajuda a expandir suas origens. Nik Freeman do mesmo site criticou a falta de desenvolvimento de Boruto em comparação com sua introdução no final de Naruto; Freeman também disse que há diferenças entre as razões pelas quais o jovem Naruto e Boruto vandalizaram sua aldeia. No entanto, Freeman gostou da história de fundo de Mitsuki, pois ele não sentiu que contasse histórias mais antigas. Revendo o primeiro capítulo online, Chris Beveridge do The Fandom Post foi mais negativo, reclamando do foco nítido no relacionamento pobre de Naruto e Boruto e a recontagem de elementos de Boruto: Naruto the Movie; Beveridge também criticou a adaptação da arte de Kishimoto, mas elogiou a relação entre Naruto e Sasuke, bem como o prenúncio de uma luta envolvendo um Boruto mais velho.
Melina Dargis, do mesmo site, revisou o primeiro volume; ela ansiava pelo desenvolvimento dos personagens apesar de já ter assistido ao filme de Boruto; ela também ficou satisfeita com o papel de Mitsuki em sua própria história paralela. Leroy Douresseaux, do Comic Book Bin, recomendou a série aos fãs de Naruto, explicando como os novos autores conseguiram usar o primeiro volume para estabelecer as personalidades dos protagonistas. Dargis ficou impressionada com a aparente mensagem da série, que ela descobriu estar tentando se conectar ao público moderno com temas como questões parentais e o uso de tecnologia, em contraste com Naruto. Douresseaux gostou que o desenvolvimento do personagem de Boruto já tivesse começado no segundo volume da série porque ajudou os leitores a apreciá-lo mais. The Fandom Post e Comic Book Bin notaram que o mangá fez grandes desenvolvimentos na história de Boruto devido a como o progresso do enredo na narrativa torna o flashforward mais possível e como os novos personagens conseguem sua primeira luta mortal no mangá sem depender da geração anterior. Em uma análise mais negativa, Manga News criticou o mangá por contar com o retorno dos personagens Naruto e Sasuke para lutar contra certos vilões da Kara da mesma forma que Akira Toriyama reciclou os heróis Goku e Vegeta durante o anime Dragon Ball Super ao invés de confiar em um protagonista e, portanto, esperava que Boruto e seus amigos fossem mais ativos após os eventos.
A introdução de Kawaki na série foi elogiada pelo impacto no enredo e pelos paralelos rivais que ele tem com Boruto da mesma forma que o mangá original teve entre Naruto e Sasuke. O designer de jogos Hiroshi Matsuyama elogiou a estreia de Kawaki no mangá devido ao seu envolvimento na narrativa e também nas sequências de luta das quais participa.

### Anime
O anime era popular entre os leitores japoneses do Charapedia, que o votaram no nono melhor programa de anime da temporada de primavera de 2017. O escritor da IGN Sam Stewart elogiou o foco na nova geração de ninjas, bem como as diferenças entre eles e a geração anterior. Ele elogiou o retorno de outros personagens como Toneri Otsutsuki. Stewart elogiu a caracterização de Shikadai e Metal Lee, chamando seu relacionamento, bem como a luta acidental, de interessantes para assistir e dizendo Boruto: Naruto Next Generations melhora a cada episódio. De acordo com a TV Tokyo, as vendas e o lucro bruto de Boruto foram altamente positivos durante 2018, ficando entre os 5 primeiros colocados dos mais lucrativos do canal. Em um relatório da Crunchryroll, Boruto foi visto como uma das séries de anime mais transmitidas de 2018 em vários países, principalmente os da Ásia. A UK Anime Network listou-o como um dos melhores animes de 2019 por mostrar arcos de história originais atraentes não presentes na serialização original, que contrastavam com o anime de Naruto, cujas histórias originais não atraíram o público.
Em um artigo mais cômico, o escritor do Geek.com, Tim Tomas, comparou Boruto com a série A Lenda de Korra, já que ambos eram diferentes de seus antecessores apesar de compartilharem temas semelhantes com eles. Sarah Nelkin considerou Boruto como uma versão mais alegre da série Naruto, mas Amy McNulty elogiou seu 13.º episódio pelo foco em uma subtrama que estava se desenvolvendo desde o primeiro episódio porque suas revelações tornaram a série mais sombria. Stewart concordou com McNulty, comentando que os desenvolvedores alcançaram o clímax do primeiro arco de história do anime. A caracterização do vilão também impressionou o crítico. Allega Frank do Polygon mencionou que durante o início do mangá e do anime, vários fãs estavam preocupados devido a um flashforward em que um Boruto mais velho está enfrentando um inimigo chamado Kawaki que sugere que Naruto pode estar morto; seu destino os deixou preocupados. A série ficou em 80.º lugar no Tokyo Anime Award Festival na categoria "Best 100 TV Anime 2017".
A crítica também comentou sobre a caracterização de Boruto no anime. Beveridge elogiou o primeiro episódio da série, dizendo que sentiu que o retrato de Boruto era superior ao do mangá, enquanto outros escritores gostavam de seus traços heróicos que enviam mensagens mais positivas aos telespectadores. Os críticos elogiaram o retorno do personagem Sasuke Uchiha ter se tornado mais atencioso com sua filha, Sarada, a protagonista feminina da série, e sentiram que os dois personagens se desenvolveram bastante. Os críticos sentiram que isso ajudou a expandir ainda mais a conexão entre os membros da família Uchiha - Sasuke, Sakura e Sarada - devido a como sua ligação é retratada durante o segundo arco da história do anime.

## Aberturas[100][101][102][103][104][105]
| Aberturas: Boruto: Naruto Next Generations Episódios 1 ao 293 | Aberturas: Boruto: Naruto Next Generations Episódios 1 ao 293 | Aberturas: Boruto: Naruto Next Generations Episódios 1 ao 293 | Aberturas: Boruto: Naruto Next Generations Episódios 1 ao 293 |
| ------------------------------------------------------------- | ------------------------------------------------------------- | ------------------------------------------------------------- | ------------------------------------------------------------- |
| Nº                                                            | Título                                                        | Artistas                                                      | Episódios                                                     |
| 1.ª                                                           | Baton Road                                                    | KANA-BOON                                                     | 1 ao 26                                                       |
| 2.ª                                                           | OVER                                                          | Little Glee Monster                                           | 27 ao 52                                                      |
| 3.ª                                                           | It's all in the game                                          | Qyoto                                                         | 53 ao 75                                                      |
| 4.ª                                                           | Lonely Go!                                                    | Brian the Sun                                                 | 76 ao 100                                                     |
| 5.ª                                                           | Golden Time                                                   | Fujifabric                                                    | 101 ao 126                                                    |
| 6.ª                                                           | Teenage Dream                                                 | miwa                                                          | 127 ao 150                                                    |
| 7.ª                                                           | Hajimatteiku Takamatteiku                                     | Sambomaster                                                   | 151 ao 180                                                    |
| 8.ª                                                           | BAKU                                                          | Ikimonogakari                                                 | 181 ao 205                                                    |
| 9.ª                                                           | Gamushara                                                     | HoneyWorks                                                    | 206 ao 231                                                    |
| 10.ª                                                          | Gold                                                          | FLOW                                                          | 232 ao 255                                                    |
| 11.ª                                                          | Kirarirari                                                    | KANA-BOON                                                     | 256 ao 281                                                    |
| 12.ª                                                          | Shukuen                                                       | Asian Kung-Fu Generation                                      | 282 ao 293                                                    |

## Encerramentos[106][107][108][109][110]
| Encerramentos: Boruto: Naruto Next Generations Episódios 1 ao 293 | Encerramentos: Boruto: Naruto Next Generations Episódios 1 ao 293 | Encerramentos: Boruto: Naruto Next Generations Episódios 1 ao 293 | Encerramentos: Boruto: Naruto Next Generations Episódios 1 ao 293 |
| ----------------------------------------------------------------- | ----------------------------------------------------------------- | ----------------------------------------------------------------- | ----------------------------------------------------------------- |
| Nº                                                                | Título                                                            | Artistas                                                          | Episódios                                                         |
| 1.ª                                                               | Dreamy Journey                                                    | The Peggies                                                       | 1 ao 13                                                           |
| 2.ª                                                               | Sayonara Moon Town                                                | Scenario Art                                                      | 13 ao 26                                                          |
| 3.ª                                                               | I Keep Running                                                    | MELOFLOAT                                                         | 27 ao 39                                                          |
| 4.ª                                                               | Telegraph Soul                                                    | Game Jikkyosha Wakuwaku Band                                      | 40 ao 51                                                          |
| 5.ª                                                               | Beauties of Nature                                                | Coala Mode                                                        | 52 ao 63                                                          |
| 6.ª                                                               | Laika                                                             | Bird Bear Hare and Fish                                           | 64 ao 75                                                          |
| 7.ª                                                               | Polaris                                                           | Hitorie                                                           | 76 ao 87                                                          |
| 8.ª                                                               | Tsuyogari LOSER                                                   | ЯeaL                                                              | 88 ao 100                                                         |
| 9.ª                                                               | Ride or Die                                                       | Sky Peace                                                         | 101 ao 113                                                        |
| 10.ª                                                              | The Incomplete Lights                                             | Fukuhara Haruka                                                   | 114 ao 126                                                        |
| 11.ª                                                              | Wish on                                                           | Longman                                                           | 127 ao 138                                                        |
| 12.ª                                                              | Fireworks                                                         | FlowBack                                                          | 139 ao 150                                                        |
| 13.ª                                                              | Maybe I                                                           | Seven Billion Dots                                                | 151 ao 167                                                        |
| 14.ª                                                              | Central                                                           | Ami Sakaguchi                                                     | 168 ao 180                                                        |
| 15.ª                                                              | Answers                                                           | mol-74                                                            | 181 ao 192                                                        |
| 16.ª                                                              | Kimi Ga Ita Shirushi                                              | Halca                                                             | 193 ao 205                                                        |
| 17.ª                                                              | Who are you?                                                      | Pelican Fanclub                                                   | 206 ao 218                                                        |
| 18.ª                                                              | Prologue                                                          | JO1                                                               | 219 ao 229                                                        |
| 19.ª                                                              | Voltage                                                           | Anly                                                              | 231 ao 242                                                        |
| 20.ª                                                              | Twilight Fuzz                                                     | THIS IS JAPAN                                                     | 243 ao 255                                                        |
| 21.ª                                                              | Bibouroku                                                         | Lenny code fiction                                                | 256 ao 268                                                        |
| 22.ª                                                              | Ladder                                                            | Anonymouz                                                         | 269 ao 281                                                        |
| 23.ª                                                              | Mata Ne                                                           | Humbreaders                                                       | 282 ao 293                                                        |